# PostScript Printer Description
PostScript Printer Description (PPD) è un tipo di file che specifica il set di funzionalità di una stampante PostScript. Un file PPD contiene anche il codice PostScript necessario per invocare le funzionalità necessarie per il print job. Il PPD è realizzato dal produttore della stampante e serve come interfaccia unificata per esprimere le caratteristiche e funzionalità di una stampante PostScript. Il PPD può descrivere i formati di carta accettati, la configurazione di memoria, il set minimo di font e può anche specificare una interfaccia utente per la configurazione della stampante.

## Esempio
Ad esempio, un generico PPD per i modelli di stampante HP Color LaserJet contiene:
```
 *% =================================
 *% Basic Device Capabilities
 *% =================================
 *LanguageLevel: "2"
 *ColorDevice: True
 *DefaultColorSpace: CMYK
 *TTRasterizer: Type42
 *FileSystem: False
 *Throughput: "10"

```

Il file specifica che la stampante elabora il PostScript Level 2, è una stampante a colori etc.

## CUPS
CUPS usa i file PPD per tutte le stampanti PostScript, estendendo inoltre l'uso di stampa PostScript per le stampanti non PostScript, redirigendo l'input su un filtro CUPS. In questo caso il file non è un PPD standard ma un CUPS-PPD. Il MIME type per la variante CUPS del PPD è application/vnd.cups.ppd. I client CUPS solitamente leggono il file PPD corrente dal server ogni volta che viene creato un nuovo print job.

## Windows
Microsoft Windows usa i PPD, che vengono convertiti in formato binario .BPD, salvati solitamente in C:\WINDOWS\system32\spool\drivers\w32x86\3 su un sistema x86, o C:\Windows\System32\spool\drivers\x64\3 su un sistema a 64 bit. L'aggiornamento dei file PPD comporta la rimozione di tali file e la reinstallazione della stampante.